# 溫宗仁
溫宗仁（1940年9月—2008年3月13日），安徽巢湖人，中国人民解放军上将。

## 生平
1959年2月参加中国人民解放军。1959年2月到1963年11月，历任陆军坦克乘员，教导团战士、班长，第三、第一坦克学校学员（1961年进入北京的第三坦克学校学习，1962年转入北京的第一坦克学校学习，1963年自解放军坦克学校毕业）。1961年4月加入中国共产党。1963年11月，任陆军坦克团排长。1964年起，任坦克团政治处书记、坦克团政治处青年干事、组织干事。1967年，任陆军坦克师政治部组织科干事。1969年，任南京军区装甲兵政治部组织处干事、组织处党委秘书、副处长。1973年12月到1980年8月，任南京军区陆军坦克团政治委员、党委书记。其间，1979年8月到1980年9月在中国人民解放军政治学院基本二系学习。1980年8月到1982年11月，任陆军坦克第二师政治部主任。1982年11月到1983年5月，任陆军坦克第二师政治委员、党委书记。1983年5月到1985年8月，任陆军第十二军政治部主任、党委常委。其间，1984年到1985年在中国人民解放军军事学院高级指挥班学习，毕业获得大专学历。
1985年8月到1990年6月，任陆军第十二集团军政治委员、党委副书记。1990年6月到1994年10月，任陆军第十二集团军政治委员、党委书记。1994年10月到1996年1月，任南京军区政治部主任、南京军区党委常委。1996年1月到2000年6月，任兰州军区政治委员、兰州军区党委副书记、书记。2000年6月到2005年12月，任中国人民解放军军事科学院政治委员、党委书记。
1988年9月授少将军衔，1996年1月晋升中将军衔，2002年6月21日晋升上将军衔。是中共第十四届中央候补委员，1997年9月当选第十五届中央委员，2002年11月14日在中国共产党第十六次全国代表大会上当选为第十六届中央委员。第七届全国人大代表，第十一届全国政协委员。2008年3月当选为全国政协十一届一次会议主席团成员，並提名为第十一届全国政协常务委员候选人。
2008年3月13日，温宗仁在北京病逝，享年68岁。